# 셀렉틴
셀렉틴(selectin, CD62)은 세포부착분자들의 일종이다. 단일사슬로 이루어진 막관통 당단백질로, 단백질의 아미노산 말단 형태가 C형 렉틴과 유사한 구조를 가지고 있다. 이들은 C형 렉틴처럼 다른 분자와 결합 시 칼슘이 필요하다. 셀렉틴은 물질의 당 부분에 결합하므로 일종의 렉틴으로 볼 수 있으며, 당 중합체에 결합하는 세포부착 단백질인 것으로 여겨진다.

## 종류
- E-셀렉틴
- L-셀렉틴
- P-셀렉틴

## 같이 보기
- 세포부착분자
- C형 렉틴